# جون وول (سياسي)
جون وول هو سياسي كندي، ولد في 13 مارس 1938، وتوفي في 22 أبريل 2010. حزبياً، نشط في Saskatchewan New Democratic Party ‏. وقد انتخب عضو المجلس التشريعي من ساسكاتشوان.